# Pierre-Romain Thionnet
Pierre-Romain Thionnet, né le 19 janvier 1994 à Pontarlier dans le 
Doubs, est un homme politique français.
Proche de Jordan Bardella, dont il a été l'assistant parlementaire, il succède à celui-ci comme directeur national du Rassemblement national de la jeunesse en 2022. Conseiller régional d'Île-de-France de 2023 à 2024, il est élu député européen le 9 juin 2024 et siège dans le groupe Patriotes pour l'Europe.

## Biographie

### Jeunesse
Né dans le Doubs, Pierre-Romain Thionnet, pratique le biathlon, passe un baccalauréat économique et social puis une licence d'histoire suivie à distance. Décrit comme une personne « qui a du sens politique et de la culture », il étudie l'histoire militaire à la Sorbonne[Laquelle ?] et met en avant sa passion pour l’œuvre de Tolkien.
Il arrive à Paris en 2014, et déclare qu'à cette époque, il est politiquement « curieux de tout » et « [participe] notamment chaque semaine aux conférences du Cercle Aristote », un think-tank souverainiste,.
En 2018, étudiant à Paris, il rejoint le syndicat étudiant la Cocarde étudiante, fondé en 2015 par Pierre Gentillet, devenant secrétaire général de l'organisation, et l’amenant à s'éloigner de ses positions souverainistes initiales pour se rapprocher des thèses identitaires. Il enjoint les adhérents de l'organisation à lire des auteurs ethno-différentialistes issus de la Nouvelle Droite, comme Guillaume Faye ou Dominique Venner. Il revendique par ailleurs l'influence de Renaud Camus, à l'origine de la théorie du grand remplacement. 
Il est présent lors d'altercations physiques avec des étudiants de gauche, notamment à la Sorbonne le 10 mai 2018, lorsqu'une dizaine de militants masqués débarquent pour « débloquer » la faculté. Il affirme ne pas avoir pris part aux violences qui ont causé l'hospitalisation d'un étudiant pour fractures au visage. Le 18 octobre 2019, jour d'élections à Nanterre, il est interviewé par Le Figaro sur « une violente bagarre générale entre étudiants antifas et souverainistes » « séparés par la police », qui a duré « moins d’une heure », impliquant une « centaine » d’étudiants dont « une vingtaine » de la Cocarde venus par le RER appuyer leurs camarades, attachés à « lutte contre les blocages ». Une vidéo le montre « participer à une attaque violente » contre les étudiants ce jour-là alors qu'il est l'assistant parlementaire de Jordan Bardella depuis l'été, retrouvée par le journaliste d'investigation Pierre-Stéphane Fort, qui publie en 2024 un livre sur l'ascension de Jordan Bardella, diffusée par BFM TV en présence de l'ex-journaliste Philippe Ballard (RN). Il quitte ses fonctions au sein de la Cocarde en 2022.

### Carrière politique
Thionnet est l'assistant parlementaire de Jordan Bardella à partir de l'été 2019 et jusqu'à 2022, alors qu'il est toujours secrétaire général de la Cocarde étudiante jusqu'en janvier 2022, date à laquelle il n'est plus que membre du conseil des anciens de l’organisation.
Candidat lors des élections législatives 2022 pour le Rassemblement national dans la 5e circonscription de la Marne contre Charles de Courson, député sortant, il est battu au second tour avec 36,97 % des voix.
En mars 2023, la couverture du magazine L'Incorrect, le représentant lui, Guilhem Carayon, président des Jeunes Républicains, et Stanislas Rigault, de Génération Z, provoque la polémique,,,,.
Son parti lui confie la réaction à l'agression mortelle à Crépol par une tribune le surlendemain dans le JDD, dans laquelle il déplore une France qui « n’est plus pacifiée à l’intérieur » à la suite d'un viol « des règles de notre civilisation » par une « crépolisation » consécutive à « l'éloge de la liquidation de notre civilisation » via la créolisation.
À la suite de la victoire de Jordan Bardella, lors du XVIIIe congrès du Rassemblement national, il est nommé responsable de la branche jeune du parti, qu'il renomme en Rassemblement national de la jeunesse,. Il perçoit pour ce poste un revenu de 3 400 euros mensuels, ramenés à 2 600 euros après qu'il est devenu conseiller régional et s'est mis à percevoir une indemnité de 2 800 euros par mois.
En 23e position sur la liste RN de Jordan Bardella aux élections européennes de 2024, il est élu député européen le 9 juin 2024, lors des élections pour la 10e législature du Parlement européen.